# Monteagle
Monteagle és una població dels Estats Units a l'estat de Tennessee. Segons el cens del 2000 tenia 1.238 habitants.

## Demografia
Segons el cens del 2000, Monteagle tenia 1.238 habitants, 477 habitatges, i 321 famílies. La densitat de població era de 58,7 habitants/km².
Dels 477 habitatges en un 26% hi vivien nens de menys de 18 anys, en un 49,3% hi vivien parelles casades, en un 15,5% dones solteres, i en un 32,7% no eren unitats familiars. En el 28,3% dels habitatges hi vivien persones soles el 14,9% de les quals corresponia a persones de 65 anys o més que vivien soles. El nombre mitjà de persones vivint en cada habitatge era de 2,33 i el nombre mitjà de persones que vivien en cada família era de 2,85.
Per edats la població es repartia de la següent manera: un 19,5% tenia menys de 18 anys, un 7,8% entre 18 i 24, un 23% entre 25 i 44, un 24,2% de 45 a 60 i un 25,5% 65 anys o més.
L'edat mediana era de 45 anys. Per cada 100 dones de 18 o més anys hi havia 80,6 homes.
La renda mediana per habitatge era de 24.464 $ i la renda mediana per família de 29.886 $. Els homes tenien una renda mediana de 24.643 $ mentre que les dones 17.708 $. La renda per capita de la població era de 12.983 $. Entorn del 21,7% de les famílies i el 25,6% de la població estaven per davall del llindar de pobresa.

## Poblacions més properes
El següent diagrama mostra les poblacions més properes.